# پابلو لاگو
پابلو لاگو (انگلیسی: Pablo Lago؛ زادهٔ ۳۱ اوت ۱۹۷۴) بازیکن فوتبال اهل اسپانیا است.
از باشگاه‌هایی که در آن بازی کرده‌است می‌توان به باشگاه فوتبال اسپورتینگ خیخون و باشگاه فوتبال رایو وایکانو اشاره کرد.